# Сундбюберг (комуна)
Комуна Сундбюберг (швед. Sundbybergs kommun) — адміністративно-територіальна одиниця місцевого самоврядування, що розташована в лені Стокгольм у центральній Швеції.
Сундбюберг є 290-ю, найменшою за величиною території комуною Швеції. Адміністративний центр комуни — район Стокгольма Сундбюберг.

## Населення
Населення становить 40 793 чоловік (станом на січень 2013 року).
| Кількість населення комуни Сундбіберг за 1910-2010 роки | Кількість населення комуни Сундбіберг за 1910-2010 роки | Кількість населення комуни Сундбіберг за 1910-2010 роки | Кількість населення комуни Сундбіберг за 1910-2010 роки | Кількість населення комуни Сундбіберг за 1910-2010 роки |
| ------------------------------------------------------- | ------------------------------------------------------- | ------------------------------------------------------- | ------------------------------------------------------- | ------------------------------------------------------- |
| Рік                                                     |                                                         |                                                         | Населення                                               |                                                         |
| 1910                                                    | 1910                                                    |                                                         | 4 649                                                   | 4 649                                                   |
| 1930                                                    | 1930                                                    |                                                         | 8 471                                                   | 8 471                                                   |
| 1950                                                    | 1950                                                    |                                                         | 24 488                                                  | 24 488                                                  |
| 1960                                                    | 1960                                                    |                                                         | 27 068                                                  | 27 068                                                  |
| 1970                                                    | 1970                                                    |                                                         | 28 085                                                  | 28 085                                                  |
| 1980                                                    | 1980                                                    |                                                         | 25 717                                                  | 25 717                                                  |
| 1990                                                    | 1990                                                    |                                                         | 31 308                                                  | 31 308                                                  |
| 2000                                                    | 2000                                                    |                                                         | 33 868                                                  | 33 868                                                  |
| 2010                                                    | 2010                                                    |                                                         | 38 633                                                  | 38 633                                                  |
| Джерело: SCB                                            |                                                         |                                                         |                                                         |                                                         |

## Населені пункти
Комуну формує частина одного міського поселення (tätort):
- Стокгольм

## Міста побратими
Комуна підтримує побратимські контакти з такими муніципалітетами:
- Кіркконуммі, Фінляндія
- Алуксне, Латвія
- Герінгей (боро), Велика Британія
- Санкт-Файт-ан-дер-Ґлан, Австрія

## Галерея

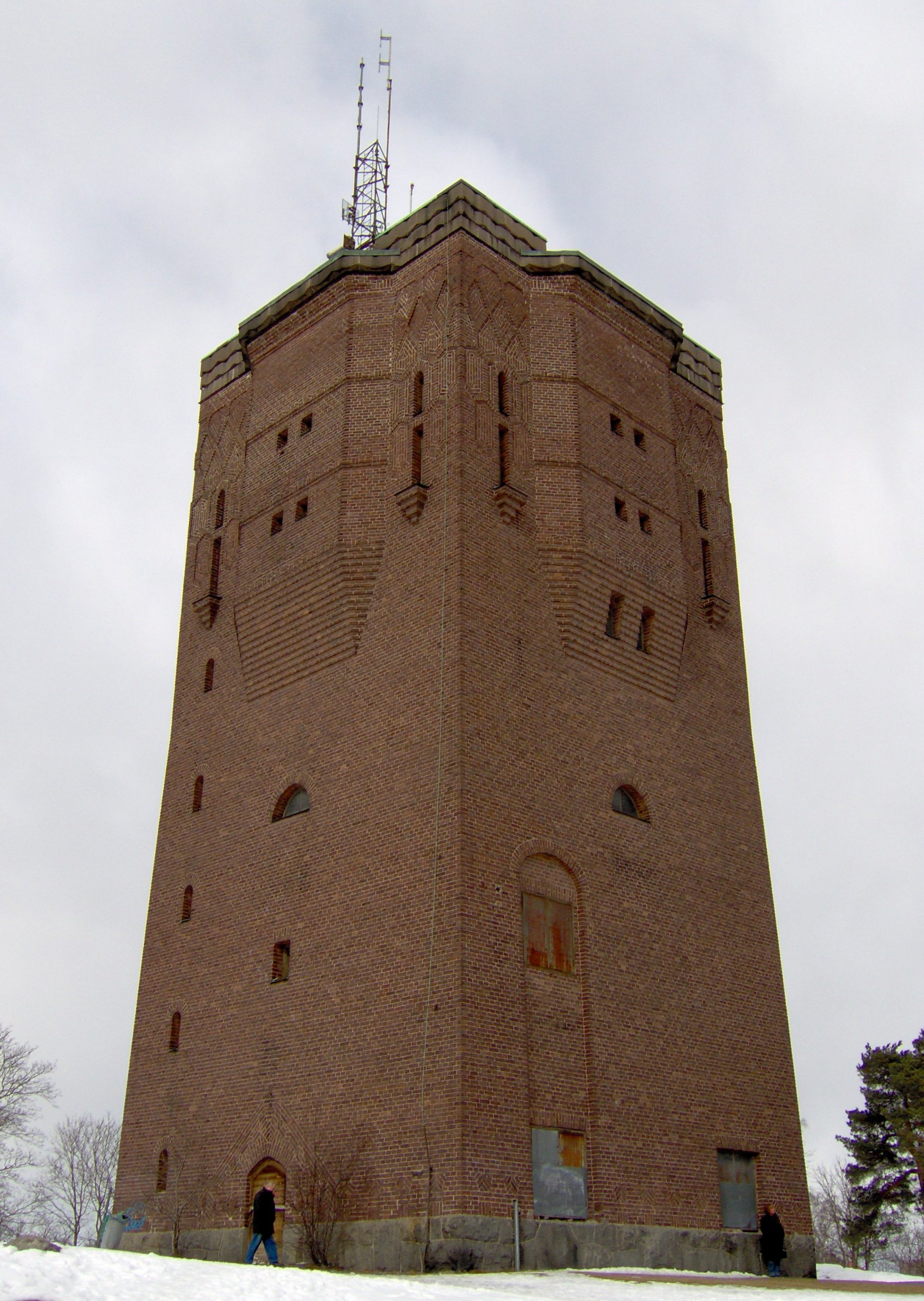
Водонапірна вежа (Сундбюберг)
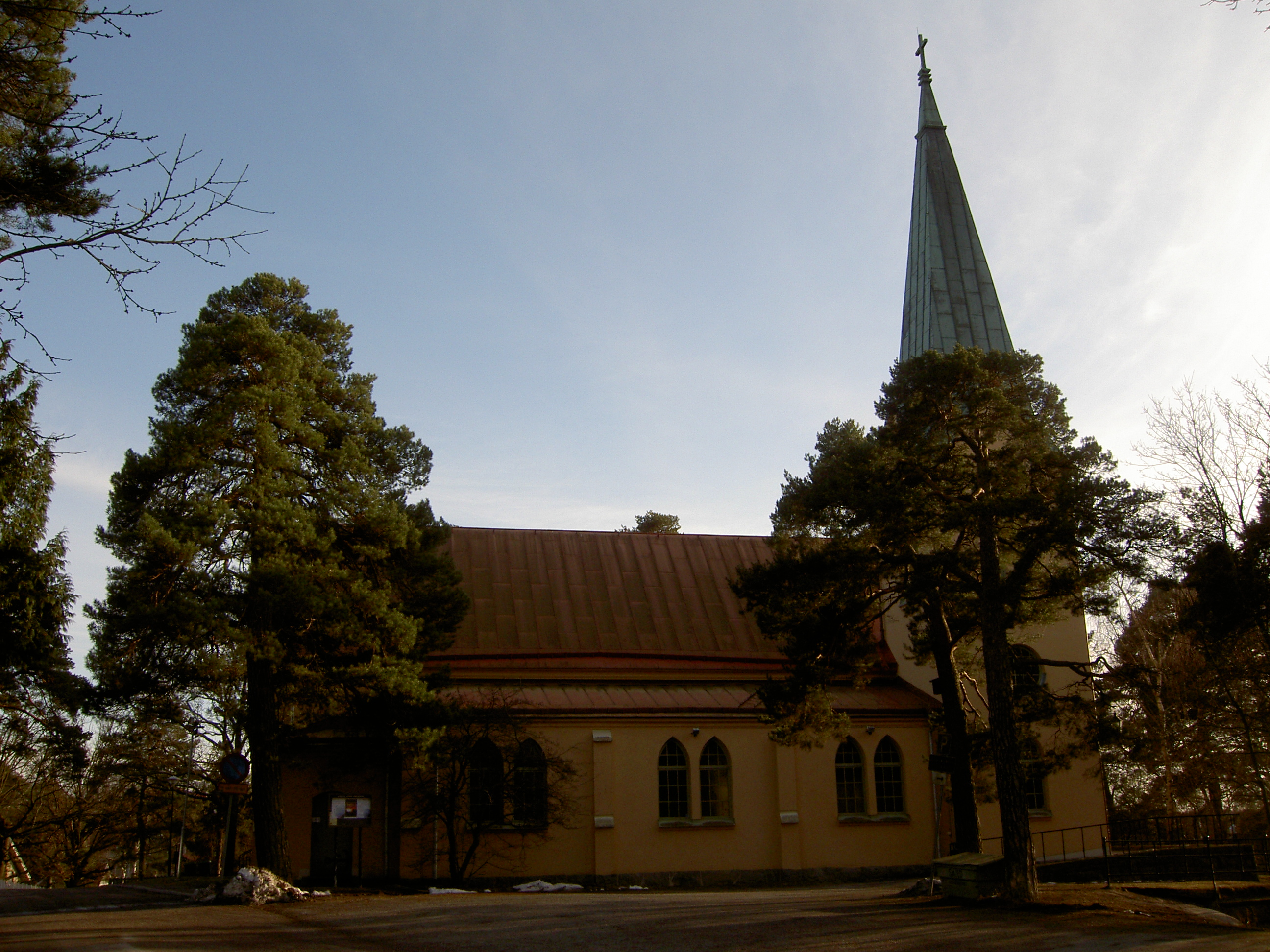
Церква (Дувбу)
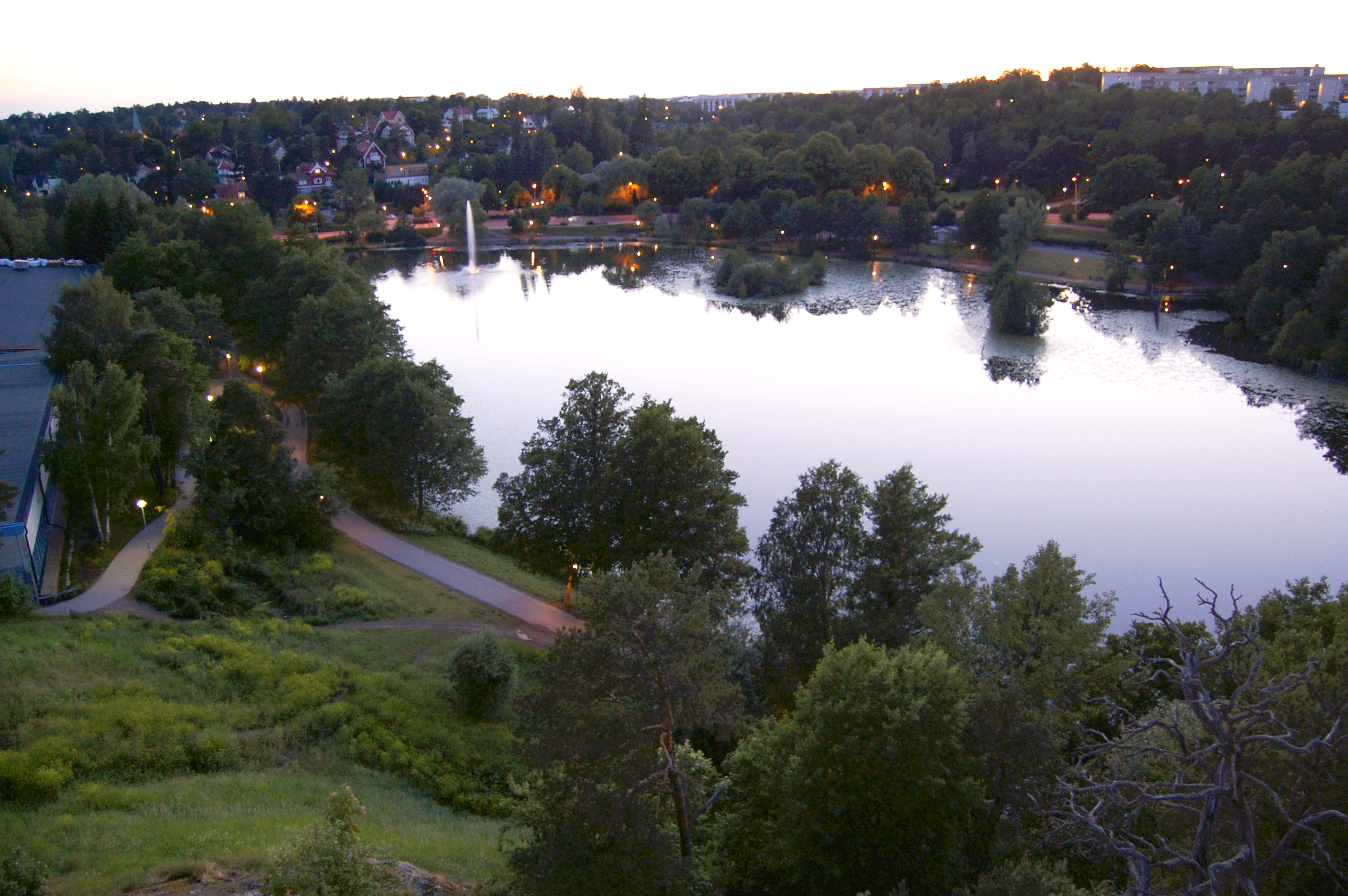
Озеро Летшен
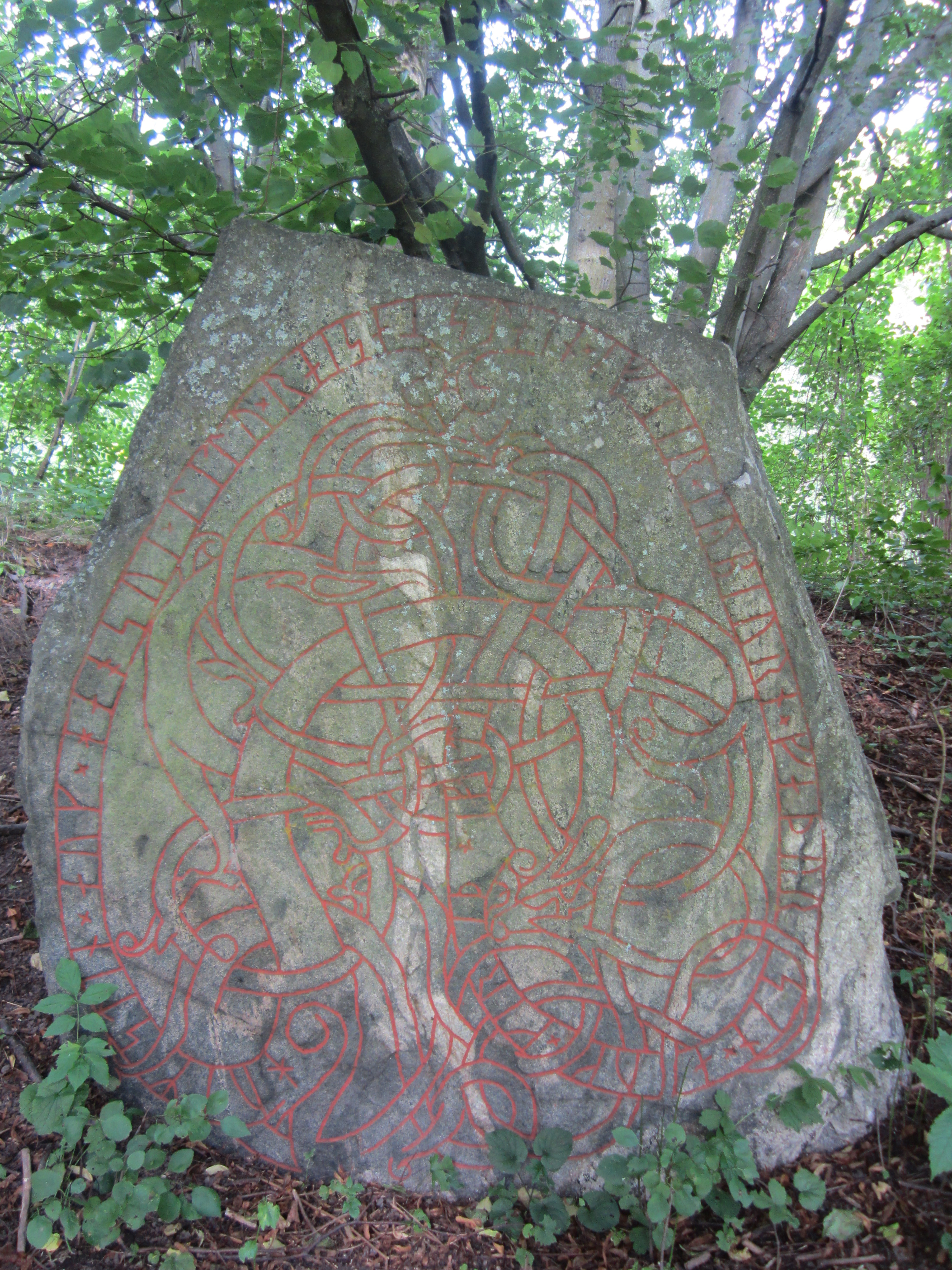
Рунічний камінь (Сундбюберг)